# Valentine Fortin
Valentine Fortin (Tolosa, 24 aprile 1999) è una pistard e ciclista su strada francese che corre per il team Cofidis. Specialista della pista, è stata campionessa europea nella corsa a eliminazione (nel 2021) e nell'americana (nel 2024).

## Palmarès

### Pista
- 2016 (Juniores)

Campionati francesi, Scratch Junior
- 2017 (Juniores)

Campionati francesi, Scratch Junior
- 2018

Campionati francesi, Inseguimento a squadre (con Laurie Berthon, Marion Borras e Clara Copponi)
- 2019

Campionati francesi, Inseguimento a squadre (con Marion Borras, Clara Copponi e Maëva Paret-Peintre)
- 2021

Tre giorni di Aigle, Corsa a punti
Campionati europei, Corsa a eliminazione
- 2022

1ª prova Coppa delle Nazioni, Americana (Glasgow, con Marion Borras)
Tre giorni di Aigle, Americana (con Marion Borras)
Tre giorni di Aigle, Corsa a eliminazione
- 2023

Campionati francesi, Inseguimento individuale
Campionati francesi, Americana (con Victoire Berteau)
Campionati francesi, Corsa a eliminazione
Troféu Internacional Artur Lopes, Americana (con Victoire Berteau)
Troféu Internacional Artur Lopes, Omnium
2ª prova Coppa delle Nazioni, Inseguimento a squadre (Il Cairo, con Victoire Berteau, Marion Borras, Clara Copponi e Marie Le Net)
2ª prova Coppa delle Nazioni, Americana (Il Cairo, con Clara Copponi)
Belgian Track Meeting, Corsa a punti
Belgian Track Meeting, Omnium
Tre giorni di Aigle, Americana (con Victoire Berteau)
Tre giorni di Aigle, Omnium
Tre giorni di Aigle, Corsa a eliminazione
- 2024

Campionati francesi, Americana (con Victoire Berteau)
Campionati europei, Americana (con Marion Borras)

### Strada
- 2020 (Femme du Genevois, una vittoria)

Classic Féminine de Vienne Nouvelle-Aquitaine
- 2021 (St Michel-Auber 93, due vittorie)

Classic Féminine de Vienne Nouvelle-Aquitaine
Sud Yvelines Conseil Départemental
- 2023 (Cofidis Women Team, quattro vittorie)

2ª tappa Bretagne Ladies Tour (Plémet > Saint-Méen-le-Grand)
5ª tappa Bretagne Ladies Tour (Plouharnel > Saint-Jean-Brévelay)
A Travers les Hauts de France
Grand Prix d'Isbergues

#### Altri successi
- 2023 (Cofidis Women Team)

Classifica a punti Bretagne Ladies Tour

## Piazzamenti

### Grandi Giri
- Tour de France

2022: 88ª

### Competizioni mondiali
- Campionati del mondo su pista

Aigle 2016 - Inseguimento a squadre Junior: 3ª
Aigle 2016 - Inseguimento individuale Junior: 8ª
Aigle 2016 - Americana Junior: 4ª
Montichiari 2017 - Inseguimento a squadre Junior: 3ª
Montichiari 2017 - Americana Junior: 3ª
Montichiari 2017 - Corsa a punti Junior: 9ª
Apeldoorn 2018 - Scratch: 20ª
Berlino 2020 - Inseguimento a squadre: 9ª
Roubaix 2021 - Corsa a eliminazione: 7ª
St. Quentin-en-Yv. 2022 - Inseg. a squadre: 3ª
St. Quentin-en-Yv. 2022 - Americana: 2ª
Glasgow 2023 - Inseguimento a squadre: 3ª
Glasgow 2023 - Corsa a eliminazione: 2ª
Glasgow 2023 - Omnium: 5ª
- Giochi olimpici

Tokyo 2020 - Inseguimento a squadre: 7ª
Parigi 2024 - Inseguimento a squadre: 5ª
Parigi 2024 - Omnium: 16ª

### Competizioni europee
- Campionati europei su pista

Sangalhos 2017 - Scratch Junior: 4ª
Sangalhos  2017 - Inseguimento individuale Junior: 4ª
Sangalhos 2017 - Omnium Junior: 5ª
Sangalhos 2017 - Corsa a punti Junior: 3ª
Berlino 2017 - Corsa a eliminazione: 9ª
Berlino 2017 - Scratch: 10ª
Aigle 2018 - Scratch Under-23: 7ª
Aigle 2018 - Corsa a punti Under-23: 3ª
Aigle 2018 - Americana Under-23: 7ª
Gand 2019 - Inseguimento a squadre Under-23: 2ª
Gand 2019 - Corsa a punti Under-23: 7ª
Apeldoorn 2019 - Inseguimento a squadre: 4ª
Grenchen 2021 - Scratch: 2ª
Grenchen 2021 - Corsa a eliminazione: vincitrice
Grenchen 2021 - Corsa a punti: 6ª
Monaco di Baviera 2022 - Inseguimento a squadre: 3ª
Monaco di Baviera 2022 - Corsa a eliminazione: 4ª
Grenchen 2023 - Inseguimento a squadre: 4ª
Grenchen 2023 - Inseguimento individuale: 8ª
Grenchen 2023 - Corsa a eliminazione: 2ª
Apeldoorn 2024 - Inseguimento a squadre: 7ª
Apeldoorn 2024 - Omnium: 3ª
Apeldoorn 2024 - Americana: vincitrice
Apeldoorn 2024 - Corsa a eliminazione: 7ª
- Campionati europei su strada

Monaco di Baviera 2022 - In linea Elite: 84ª